# Nome di battaglia Donna
Nome di battaglia Donna è un film documentario del 2016 diretto da Daniele Segre. È stato presentato nella sezione Festa Mobile del 34° Torino Film Festival.

## Trama
Durante la Resistenza, nel novembre 1943 sono nati i “Gruppi di difesa della donna  per l’assistenza ai combattenti per la libertà”; questi gruppi promossero numerose manifestazioni per rivendicare la pace in città e nei comuni della provincia;  le donne raccoglievano indumenti per i partigiani, confezionavano bandiere e bracciali, le anziane facevano calze di lana e maglie, le più giovani facevano le gappiste in città, le staffette, o imbracciavano le armi per liberare l’Italia dai nazisti e dai fascisti.
Protagoniste narranti di Nome di battaglia Donna  sono Marisa Ombra, Carmen Nanotti, Carla Dappiano, Gisella Giambone, Enrica Morbello Core, Maria Airaudo, Rosi Marino, Maddalena Brunero; donne che hanno partecipato alla Resistenza in Piemonte –  in città, in campagna e in montagna – che raccontano e si raccontano, illuminando difficoltà e impegno di una stagione decisiva per la nostra Storia e trasmettendoci preziose informazioni, ritratti di un’epoca, passione, perdite e lutti così come conquiste e crescite.